# Inés de Durazzo
Inés de Durazzo (1345 - 15 de julio de 1388) fue la esposa de Jacobo de Baux, último emperador latino titular de Constantinopla. Fue la última mujer en reclamar el título de emperatriz del Imperio latino.
Inés fue la segunda hija de Carlos, Duque de Durazzo y María de Calabria.
Se casó por primera vez con Cansignorio della Scala. Cansignorio era el hermano menor y cogobernante nominal de Cangrande II della Scala, señor de Verona. En 1359, Cansignorio asesinó a su hermano mayor y le sucedió. Su hermano menor Paolo Alboino della Scala se convirtió en su cogobernante hasta 1365. El 10 de octubre de 1375, Cansignorio murió, presumiblemente envenenado. Su matrimonio no tuvo hijos.
El 16 de septiembre de 1382, Inés se casó con su segundo marido, Jacobo de Baux. Era el pretendiente al trono del Imperio latino desde 1374. Su cuñado, Carlos III de Nápoles, le concedió Corfú como parte de su dote. Su matrimonio fue de corta duración. El 7 de julio de 1383, Jacobo murió en Tarento. Le sobrevivió cinco años, pero nunca volvió a casarse.
| Predecesor: Isabel de Eslavonia | Emperatriz del Imperio Latino 1382-1383 Motivo no sucesión: Conquista por el Imperio de Nicea | Sucesor: Nadie |